# Quercus allorgeana
Quercus allorgeana är en bokväxtart som beskrevs av Aimée Antoinette Camus. Quercus allorgeana ingår i släktet ekar, och familjen bokväxter. Inga underarter finns listade.